# Ibrahim Baylan
Ibrahim Baylan (ur. 15 marca 1972 w Salhi w Turcji) – szwedzki polityk narodowości asyryjskiej, działacz Szwedzkiej Socjaldemokratycznej Partii Robotniczej, parlamentarzysta, w latach 2004–2006 i 2014–2021 minister.

## Życiorys
Urodził się w rodzinie Asyryjczyków, należących do Syryjskiego Kościoła Ortodoksyjnego. Jego rodzina wyemigrowała do Szwecji, gdy miał osiem lat.
Ukończył w 1999 ekonomię na Uniwersytecie w Umeå. Zaangażował się w działalność Ligi Młodych Szwedzkiej Socjaldemokracji, pełniąc funkcję przewodniczącego jej struktur w Umeå. Kierował także lokalną organizacją studencką.
Od 2004 do 2006 sprawował urząd ministra do spraw szkół w gabinecie Görana Perssona. W 2006 po raz pierwszy uzyskał mandat deputowanego do Riksdagu. Utrzymywał go w wyborach w 2010, 2014 i 2018.
W latach 2009–2011 był sekretarzem generalnym Szwedzkiej Socjaldemokratycznej Partii Robotniczej. W utworzonym w październiku 2014 przez socjaldemokratów i zielonych mniejszościowym rządzie Stefana Löfvena objął urząd ministra energii. W maju 2016 dodatkowo został ministrem ds. koordynacji, a jego stanowisko włączono w struktury urzędu premiera. W styczniu 2019 w drugim gabinecie dotychczasowego premiera został ministrem przedsiębiorczości i innowacji. Pozostał na tej funkcji również w utworzonym w lipcu 2021 trzecim gabinecie Stefana Löfvena; pełnił ją do listopada tegoż roku.